# Атака (шахи)
Атака (фр. attague — напад) має два різновиди: 
- тактичний — прямий напад на фігури суперника.
- стратегічний — наступ на будь-якій ділянці дошки або по всій дошці згідно з певним стратегічним планом.

## Історія
З розвитком шахової думки поняття атаки переосмислювалося. Вільгельм Стейніц розглядав атаку як засіб реалізації досягнутої переваги. Вона повинна була завершувати інші наступальні дії — ініціативу, позиційний тиск, обмеження рухливості фігур суперника. Звідси концепція Стейніца: той, хто має перевагу, зобов'язаний атакувати. Той же, хто захищається, не має такого права, оскільки його позиція ще більш погіршиться. 
Сучасна шахова теорія трактує поняття атаки ширше. В низці випадків атака — не результат всієї стратегії, а лише засіб боротьби, необхідний для отримання тих чи інших позиційних переваг. Часто атака не завершує партію, а лише починає нову стадію боротьби заради досягнення переваги. 
Таким чином, головну мету атаки вбачають не в знищенні сил супротивника, а в досягненні реальної позиційної переваги. 

## Чинники успішності атаки
Успішність атаки залежить від багатьох позиційних чинників: 
- наявність відкритих ліній,
- активне розташування фігур,
- перевага в силах на атакованій ділянці дошки,
- наявність у суперника на дошці слабких пунктів та інші.

## Види атаки
Основними видами атаки є: 
- пішакова. Її різновид — атака пішакової меншості.
- фігурна,
- комбінована - спільна атака фігур та пішаків,
- динамічна,
- пов'язана з жертвою матеріалу.

## Об'єкти для атаки
Об'єкти для атак бувають різноманітні, але особливо важливим є король. При здійсненні атаки на нього враховують його розташування відносно короля атакувальної сторони: при односторонніх рокіровках атаку здійснюють переважно фігурами, при різнобічних — пішаками, на застряглого в центрі короля, позбавленого можливості сховатися на фланзі, здійснюють комбіновану атаку. 
Об'єктами нападу при флангових атаках можуть бути слабкості в позиції суперника, а також висячі фігури. 
Проте не лише центр та фланги бувають об'єктами для атаки, але й окремі слабкі пункти і навіть рухомі об'єкти. 
Перенесення атаки з різних об'єктів на короля суперника нерідко служить способом реалізації позиційної переваги. Наприклад позиційна перевага в центрі дозволяє почати флангову атаку на короля супротивника. Іноді такому перенесенню атаки сприяють слабкості в пішаковому прикритті короля, що виникли на ранній стадії партії. 

## Атака як дебютний варіант
Термін «атака» вживається в шаховій літературі і в значення «варіант». наприклад  атака Макса Ланге в захисті двох коней, атака Панова в захисті Каро-Канн. Більш того, «атакою» названо «неправильний» дебют 1. g4 — атака Гроба. 

## Приклад
|   | a | b | c | d | e | f | g | h |   |
| 8 | c8 чорна тура · e8 чорна тура · g8 чорний король · c7 чорний пішак · f7 чорний пішак · g7 чорний слон · h7 чорний пішак · c6 чорний пішак · d6 чорний пішак · e6 чорний ферзь · g6 чорний пішак · c4 чорний кінь · e4 білий пішак · c3 білий кінь · f3 білий пішак · a2 білий пішак · b2 білий пішак · c2 білий пішак · d2 білий слон · e2 білий ферзь · g2 білий пішак · h2 білий пішак · b1 біла тура · f1 біла тура · g1 білий король | c8 чорна тура · e8 чорна тура · g8 чорний король · c7 чорний пішак · f7 чорний пішак · g7 чорний слон · h7 чорний пішак · c6 чорний пішак · d6 чорний пішак · e6 чорний ферзь · g6 чорний пішак · c4 чорний кінь · e4 білий пішак · c3 білий кінь · f3 білий пішак · a2 білий пішак · b2 білий пішак · c2 білий пішак · d2 білий слон · e2 білий ферзь · g2 білий пішак · h2 білий пішак · b1 біла тура · f1 біла тура · g1 білий король | c8 чорна тура · e8 чорна тура · g8 чорний король · c7 чорний пішак · f7 чорний пішак · g7 чорний слон · h7 чорний пішак · c6 чорний пішак · d6 чорний пішак · e6 чорний ферзь · g6 чорний пішак · c4 чорний кінь · e4 білий пішак · c3 білий кінь · f3 білий пішак · a2 білий пішак · b2 білий пішак · c2 білий пішак · d2 білий слон · e2 білий ферзь · g2 білий пішак · h2 білий пішак · b1 біла тура · f1 біла тура · g1 білий король | c8 чорна тура · e8 чорна тура · g8 чорний король · c7 чорний пішак · f7 чорний пішак · g7 чорний слон · h7 чорний пішак · c6 чорний пішак · d6 чорний пішак · e6 чорний ферзь · g6 чорний пішак · c4 чорний кінь · e4 білий пішак · c3 білий кінь · f3 білий пішак · a2 білий пішак · b2 білий пішак · c2 білий пішак · d2 білий слон · e2 білий ферзь · g2 білий пішак · h2 білий пішак · b1 біла тура · f1 біла тура · g1 білий король | c8 чорна тура · e8 чорна тура · g8 чорний король · c7 чорний пішак · f7 чорний пішак · g7 чорний слон · h7 чорний пішак · c6 чорний пішак · d6 чорний пішак · e6 чорний ферзь · g6 чорний пішак · c4 чорний кінь · e4 білий пішак · c3 білий кінь · f3 білий пішак · a2 білий пішак · b2 білий пішак · c2 білий пішак · d2 білий слон · e2 білий ферзь · g2 білий пішак · h2 білий пішак · b1 біла тура · f1 біла тура · g1 білий король | c8 чорна тура · e8 чорна тура · g8 чорний король · c7 чорний пішак · f7 чорний пішак · g7 чорний слон · h7 чорний пішак · c6 чорний пішак · d6 чорний пішак · e6 чорний ферзь · g6 чорний пішак · c4 чорний кінь · e4 білий пішак · c3 білий кінь · f3 білий пішак · a2 білий пішак · b2 білий пішак · c2 білий пішак · d2 білий слон · e2 білий ферзь · g2 білий пішак · h2 білий пішак · b1 біла тура · f1 біла тура · g1 білий король | c8 чорна тура · e8 чорна тура · g8 чорний король · c7 чорний пішак · f7 чорний пішак · g7 чорний слон · h7 чорний пішак · c6 чорний пішак · d6 чорний пішак · e6 чорний ферзь · g6 чорний пішак · c4 чорний кінь · e4 білий пішак · c3 білий кінь · f3 білий пішак · a2 білий пішак · b2 білий пішак · c2 білий пішак · d2 білий слон · e2 білий ферзь · g2 білий пішак · h2 білий пішак · b1 біла тура · f1 біла тура · g1 білий король | c8 чорна тура · e8 чорна тура · g8 чорний король · c7 чорний пішак · f7 чорний пішак · g7 чорний слон · h7 чорний пішак · c6 чорний пішак · d6 чорний пішак · e6 чорний ферзь · g6 чорний пішак · c4 чорний кінь · e4 білий пішак · c3 білий кінь · f3 білий пішак · a2 білий пішак · b2 білий пішак · c2 білий пішак · d2 білий слон · e2 білий ферзь · g2 білий пішак · h2 білий пішак · b1 біла тура · f1 біла тура · g1 білий король | 8 |
| 7 | c8 чорна тура · e8 чорна тура · g8 чорний король · c7 чорний пішак · f7 чорний пішак · g7 чорний слон · h7 чорний пішак · c6 чорний пішак · d6 чорний пішак · e6 чорний ферзь · g6 чорний пішак · c4 чорний кінь · e4 білий пішак · c3 білий кінь · f3 білий пішак · a2 білий пішак · b2 білий пішак · c2 білий пішак · d2 білий слон · e2 білий ферзь · g2 білий пішак · h2 білий пішак · b1 біла тура · f1 біла тура · g1 білий король | c8 чорна тура · e8 чорна тура · g8 чорний король · c7 чорний пішак · f7 чорний пішак · g7 чорний слон · h7 чорний пішак · c6 чорний пішак · d6 чорний пішак · e6 чорний ферзь · g6 чорний пішак · c4 чорний кінь · e4 білий пішак · c3 білий кінь · f3 білий пішак · a2 білий пішак · b2 білий пішак · c2 білий пішак · d2 білий слон · e2 білий ферзь · g2 білий пішак · h2 білий пішак · b1 біла тура · f1 біла тура · g1 білий король | c8 чорна тура · e8 чорна тура · g8 чорний король · c7 чорний пішак · f7 чорний пішак · g7 чорний слон · h7 чорний пішак · c6 чорний пішак · d6 чорний пішак · e6 чорний ферзь · g6 чорний пішак · c4 чорний кінь · e4 білий пішак · c3 білий кінь · f3 білий пішак · a2 білий пішак · b2 білий пішак · c2 білий пішак · d2 білий слон · e2 білий ферзь · g2 білий пішак · h2 білий пішак · b1 біла тура · f1 біла тура · g1 білий король | c8 чорна тура · e8 чорна тура · g8 чорний король · c7 чорний пішак · f7 чорний пішак · g7 чорний слон · h7 чорний пішак · c6 чорний пішак · d6 чорний пішак · e6 чорний ферзь · g6 чорний пішак · c4 чорний кінь · e4 білий пішак · c3 білий кінь · f3 білий пішак · a2 білий пішак · b2 білий пішак · c2 білий пішак · d2 білий слон · e2 білий ферзь · g2 білий пішак · h2 білий пішак · b1 біла тура · f1 біла тура · g1 білий король | c8 чорна тура · e8 чорна тура · g8 чорний король · c7 чорний пішак · f7 чорний пішак · g7 чорний слон · h7 чорний пішак · c6 чорний пішак · d6 чорний пішак · e6 чорний ферзь · g6 чорний пішак · c4 чорний кінь · e4 білий пішак · c3 білий кінь · f3 білий пішак · a2 білий пішак · b2 білий пішак · c2 білий пішак · d2 білий слон · e2 білий ферзь · g2 білий пішак · h2 білий пішак · b1 біла тура · f1 біла тура · g1 білий король | c8 чорна тура · e8 чорна тура · g8 чорний король · c7 чорний пішак · f7 чорний пішак · g7 чорний слон · h7 чорний пішак · c6 чорний пішак · d6 чорний пішак · e6 чорний ферзь · g6 чорний пішак · c4 чорний кінь · e4 білий пішак · c3 білий кінь · f3 білий пішак · a2 білий пішак · b2 білий пішак · c2 білий пішак · d2 білий слон · e2 білий ферзь · g2 білий пішак · h2 білий пішак · b1 біла тура · f1 біла тура · g1 білий король | c8 чорна тура · e8 чорна тура · g8 чорний король · c7 чорний пішак · f7 чорний пішак · g7 чорний слон · h7 чорний пішак · c6 чорний пішак · d6 чорний пішак · e6 чорний ферзь · g6 чорний пішак · c4 чорний кінь · e4 білий пішак · c3 білий кінь · f3 білий пішак · a2 білий пішак · b2 білий пішак · c2 білий пішак · d2 білий слон · e2 білий ферзь · g2 білий пішак · h2 білий пішак · b1 біла тура · f1 біла тура · g1 білий король | c8 чорна тура · e8 чорна тура · g8 чорний король · c7 чорний пішак · f7 чорний пішак · g7 чорний слон · h7 чорний пішак · c6 чорний пішак · d6 чорний пішак · e6 чорний ферзь · g6 чорний пішак · c4 чорний кінь · e4 білий пішак · c3 білий кінь · f3 білий пішак · a2 білий пішак · b2 білий пішак · c2 білий пішак · d2 білий слон · e2 білий ферзь · g2 білий пішак · h2 білий пішак · b1 біла тура · f1 біла тура · g1 білий король | 7 |
| 6 | c8 чорна тура · e8 чорна тура · g8 чорний король · c7 чорний пішак · f7 чорний пішак · g7 чорний слон · h7 чорний пішак · c6 чорний пішак · d6 чорний пішак · e6 чорний ферзь · g6 чорний пішак · c4 чорний кінь · e4 білий пішак · c3 білий кінь · f3 білий пішак · a2 білий пішак · b2 білий пішак · c2 білий пішак · d2 білий слон · e2 білий ферзь · g2 білий пішак · h2 білий пішак · b1 біла тура · f1 біла тура · g1 білий король | c8 чорна тура · e8 чорна тура · g8 чорний король · c7 чорний пішак · f7 чорний пішак · g7 чорний слон · h7 чорний пішак · c6 чорний пішак · d6 чорний пішак · e6 чорний ферзь · g6 чорний пішак · c4 чорний кінь · e4 білий пішак · c3 білий кінь · f3 білий пішак · a2 білий пішак · b2 білий пішак · c2 білий пішак · d2 білий слон · e2 білий ферзь · g2 білий пішак · h2 білий пішак · b1 біла тура · f1 біла тура · g1 білий король | c8 чорна тура · e8 чорна тура · g8 чорний король · c7 чорний пішак · f7 чорний пішак · g7 чорний слон · h7 чорний пішак · c6 чорний пішак · d6 чорний пішак · e6 чорний ферзь · g6 чорний пішак · c4 чорний кінь · e4 білий пішак · c3 білий кінь · f3 білий пішак · a2 білий пішак · b2 білий пішак · c2 білий пішак · d2 білий слон · e2 білий ферзь · g2 білий пішак · h2 білий пішак · b1 біла тура · f1 біла тура · g1 білий король | c8 чорна тура · e8 чорна тура · g8 чорний король · c7 чорний пішак · f7 чорний пішак · g7 чорний слон · h7 чорний пішак · c6 чорний пішак · d6 чорний пішак · e6 чорний ферзь · g6 чорний пішак · c4 чорний кінь · e4 білий пішак · c3 білий кінь · f3 білий пішак · a2 білий пішак · b2 білий пішак · c2 білий пішак · d2 білий слон · e2 білий ферзь · g2 білий пішак · h2 білий пішак · b1 біла тура · f1 біла тура · g1 білий король | c8 чорна тура · e8 чорна тура · g8 чорний король · c7 чорний пішак · f7 чорний пішак · g7 чорний слон · h7 чорний пішак · c6 чорний пішак · d6 чорний пішак · e6 чорний ферзь · g6 чорний пішак · c4 чорний кінь · e4 білий пішак · c3 білий кінь · f3 білий пішак · a2 білий пішак · b2 білий пішак · c2 білий пішак · d2 білий слон · e2 білий ферзь · g2 білий пішак · h2 білий пішак · b1 біла тура · f1 біла тура · g1 білий король | c8 чорна тура · e8 чорна тура · g8 чорний король · c7 чорний пішак · f7 чорний пішак · g7 чорний слон · h7 чорний пішак · c6 чорний пішак · d6 чорний пішак · e6 чорний ферзь · g6 чорний пішак · c4 чорний кінь · e4 білий пішак · c3 білий кінь · f3 білий пішак · a2 білий пішак · b2 білий пішак · c2 білий пішак · d2 білий слон · e2 білий ферзь · g2 білий пішак · h2 білий пішак · b1 біла тура · f1 біла тура · g1 білий король | c8 чорна тура · e8 чорна тура · g8 чорний король · c7 чорний пішак · f7 чорний пішак · g7 чорний слон · h7 чорний пішак · c6 чорний пішак · d6 чорний пішак · e6 чорний ферзь · g6 чорний пішак · c4 чорний кінь · e4 білий пішак · c3 білий кінь · f3 білий пішак · a2 білий пішак · b2 білий пішак · c2 білий пішак · d2 білий слон · e2 білий ферзь · g2 білий пішак · h2 білий пішак · b1 біла тура · f1 біла тура · g1 білий король | c8 чорна тура · e8 чорна тура · g8 чорний король · c7 чорний пішак · f7 чорний пішак · g7 чорний слон · h7 чорний пішак · c6 чорний пішак · d6 чорний пішак · e6 чорний ферзь · g6 чорний пішак · c4 чорний кінь · e4 білий пішак · c3 білий кінь · f3 білий пішак · a2 білий пішак · b2 білий пішак · c2 білий пішак · d2 білий слон · e2 білий ферзь · g2 білий пішак · h2 білий пішак · b1 біла тура · f1 біла тура · g1 білий король | 6 |
| 5 | c8 чорна тура · e8 чорна тура · g8 чорний король · c7 чорний пішак · f7 чорний пішак · g7 чорний слон · h7 чорний пішак · c6 чорний пішак · d6 чорний пішак · e6 чорний ферзь · g6 чорний пішак · c4 чорний кінь · e4 білий пішак · c3 білий кінь · f3 білий пішак · a2 білий пішак · b2 білий пішак · c2 білий пішак · d2 білий слон · e2 білий ферзь · g2 білий пішак · h2 білий пішак · b1 біла тура · f1 біла тура · g1 білий король | c8 чорна тура · e8 чорна тура · g8 чорний король · c7 чорний пішак · f7 чорний пішак · g7 чорний слон · h7 чорний пішак · c6 чорний пішак · d6 чорний пішак · e6 чорний ферзь · g6 чорний пішак · c4 чорний кінь · e4 білий пішак · c3 білий кінь · f3 білий пішак · a2 білий пішак · b2 білий пішак · c2 білий пішак · d2 білий слон · e2 білий ферзь · g2 білий пішак · h2 білий пішак · b1 біла тура · f1 біла тура · g1 білий король | c8 чорна тура · e8 чорна тура · g8 чорний король · c7 чорний пішак · f7 чорний пішак · g7 чорний слон · h7 чорний пішак · c6 чорний пішак · d6 чорний пішак · e6 чорний ферзь · g6 чорний пішак · c4 чорний кінь · e4 білий пішак · c3 білий кінь · f3 білий пішак · a2 білий пішак · b2 білий пішак · c2 білий пішак · d2 білий слон · e2 білий ферзь · g2 білий пішак · h2 білий пішак · b1 біла тура · f1 біла тура · g1 білий король | c8 чорна тура · e8 чорна тура · g8 чорний король · c7 чорний пішак · f7 чорний пішак · g7 чорний слон · h7 чорний пішак · c6 чорний пішак · d6 чорний пішак · e6 чорний ферзь · g6 чорний пішак · c4 чорний кінь · e4 білий пішак · c3 білий кінь · f3 білий пішак · a2 білий пішак · b2 білий пішак · c2 білий пішак · d2 білий слон · e2 білий ферзь · g2 білий пішак · h2 білий пішак · b1 біла тура · f1 біла тура · g1 білий король | c8 чорна тура · e8 чорна тура · g8 чорний король · c7 чорний пішак · f7 чорний пішак · g7 чорний слон · h7 чорний пішак · c6 чорний пішак · d6 чорний пішак · e6 чорний ферзь · g6 чорний пішак · c4 чорний кінь · e4 білий пішак · c3 білий кінь · f3 білий пішак · a2 білий пішак · b2 білий пішак · c2 білий пішак · d2 білий слон · e2 білий ферзь · g2 білий пішак · h2 білий пішак · b1 біла тура · f1 біла тура · g1 білий король | c8 чорна тура · e8 чорна тура · g8 чорний король · c7 чорний пішак · f7 чорний пішак · g7 чорний слон · h7 чорний пішак · c6 чорний пішак · d6 чорний пішак · e6 чорний ферзь · g6 чорний пішак · c4 чорний кінь · e4 білий пішак · c3 білий кінь · f3 білий пішак · a2 білий пішак · b2 білий пішак · c2 білий пішак · d2 білий слон · e2 білий ферзь · g2 білий пішак · h2 білий пішак · b1 біла тура · f1 біла тура · g1 білий король | c8 чорна тура · e8 чорна тура · g8 чорний король · c7 чорний пішак · f7 чорний пішак · g7 чорний слон · h7 чорний пішак · c6 чорний пішак · d6 чорний пішак · e6 чорний ферзь · g6 чорний пішак · c4 чорний кінь · e4 білий пішак · c3 білий кінь · f3 білий пішак · a2 білий пішак · b2 білий пішак · c2 білий пішак · d2 білий слон · e2 білий ферзь · g2 білий пішак · h2 білий пішак · b1 біла тура · f1 біла тура · g1 білий король | c8 чорна тура · e8 чорна тура · g8 чорний король · c7 чорний пішак · f7 чорний пішак · g7 чорний слон · h7 чорний пішак · c6 чорний пішак · d6 чорний пішак · e6 чорний ферзь · g6 чорний пішак · c4 чорний кінь · e4 білий пішак · c3 білий кінь · f3 білий пішак · a2 білий пішак · b2 білий пішак · c2 білий пішак · d2 білий слон · e2 білий ферзь · g2 білий пішак · h2 білий пішак · b1 біла тура · f1 біла тура · g1 білий король | 5 |
| 4 | c8 чорна тура · e8 чорна тура · g8 чорний король · c7 чорний пішак · f7 чорний пішак · g7 чорний слон · h7 чорний пішак · c6 чорний пішак · d6 чорний пішак · e6 чорний ферзь · g6 чорний пішак · c4 чорний кінь · e4 білий пішак · c3 білий кінь · f3 білий пішак · a2 білий пішак · b2 білий пішак · c2 білий пішак · d2 білий слон · e2 білий ферзь · g2 білий пішак · h2 білий пішак · b1 біла тура · f1 біла тура · g1 білий король | c8 чорна тура · e8 чорна тура · g8 чорний король · c7 чорний пішак · f7 чорний пішак · g7 чорний слон · h7 чорний пішак · c6 чорний пішак · d6 чорний пішак · e6 чорний ферзь · g6 чорний пішак · c4 чорний кінь · e4 білий пішак · c3 білий кінь · f3 білий пішак · a2 білий пішак · b2 білий пішак · c2 білий пішак · d2 білий слон · e2 білий ферзь · g2 білий пішак · h2 білий пішак · b1 біла тура · f1 біла тура · g1 білий король | c8 чорна тура · e8 чорна тура · g8 чорний король · c7 чорний пішак · f7 чорний пішак · g7 чорний слон · h7 чорний пішак · c6 чорний пішак · d6 чорний пішак · e6 чорний ферзь · g6 чорний пішак · c4 чорний кінь · e4 білий пішак · c3 білий кінь · f3 білий пішак · a2 білий пішак · b2 білий пішак · c2 білий пішак · d2 білий слон · e2 білий ферзь · g2 білий пішак · h2 білий пішак · b1 біла тура · f1 біла тура · g1 білий король | c8 чорна тура · e8 чорна тура · g8 чорний король · c7 чорний пішак · f7 чорний пішак · g7 чорний слон · h7 чорний пішак · c6 чорний пішак · d6 чорний пішак · e6 чорний ферзь · g6 чорний пішак · c4 чорний кінь · e4 білий пішак · c3 білий кінь · f3 білий пішак · a2 білий пішак · b2 білий пішак · c2 білий пішак · d2 білий слон · e2 білий ферзь · g2 білий пішак · h2 білий пішак · b1 біла тура · f1 біла тура · g1 білий король | c8 чорна тура · e8 чорна тура · g8 чорний король · c7 чорний пішак · f7 чорний пішак · g7 чорний слон · h7 чорний пішак · c6 чорний пішак · d6 чорний пішак · e6 чорний ферзь · g6 чорний пішак · c4 чорний кінь · e4 білий пішак · c3 білий кінь · f3 білий пішак · a2 білий пішак · b2 білий пішак · c2 білий пішак · d2 білий слон · e2 білий ферзь · g2 білий пішак · h2 білий пішак · b1 біла тура · f1 біла тура · g1 білий король | c8 чорна тура · e8 чорна тура · g8 чорний король · c7 чорний пішак · f7 чорний пішак · g7 чорний слон · h7 чорний пішак · c6 чорний пішак · d6 чорний пішак · e6 чорний ферзь · g6 чорний пішак · c4 чорний кінь · e4 білий пішак · c3 білий кінь · f3 білий пішак · a2 білий пішак · b2 білий пішак · c2 білий пішак · d2 білий слон · e2 білий ферзь · g2 білий пішак · h2 білий пішак · b1 біла тура · f1 біла тура · g1 білий король | c8 чорна тура · e8 чорна тура · g8 чорний король · c7 чорний пішак · f7 чорний пішак · g7 чорний слон · h7 чорний пішак · c6 чорний пішак · d6 чорний пішак · e6 чорний ферзь · g6 чорний пішак · c4 чорний кінь · e4 білий пішак · c3 білий кінь · f3 білий пішак · a2 білий пішак · b2 білий пішак · c2 білий пішак · d2 білий слон · e2 білий ферзь · g2 білий пішак · h2 білий пішак · b1 біла тура · f1 біла тура · g1 білий король | c8 чорна тура · e8 чорна тура · g8 чорний король · c7 чорний пішак · f7 чорний пішак · g7 чорний слон · h7 чорний пішак · c6 чорний пішак · d6 чорний пішак · e6 чорний ферзь · g6 чорний пішак · c4 чорний кінь · e4 білий пішак · c3 білий кінь · f3 білий пішак · a2 білий пішак · b2 білий пішак · c2 білий пішак · d2 білий слон · e2 білий ферзь · g2 білий пішак · h2 білий пішак · b1 біла тура · f1 біла тура · g1 білий король | 4 |
| 3 | c8 чорна тура · e8 чорна тура · g8 чорний король · c7 чорний пішак · f7 чорний пішак · g7 чорний слон · h7 чорний пішак · c6 чорний пішак · d6 чорний пішак · e6 чорний ферзь · g6 чорний пішак · c4 чорний кінь · e4 білий пішак · c3 білий кінь · f3 білий пішак · a2 білий пішак · b2 білий пішак · c2 білий пішак · d2 білий слон · e2 білий ферзь · g2 білий пішак · h2 білий пішак · b1 біла тура · f1 біла тура · g1 білий король | c8 чорна тура · e8 чорна тура · g8 чорний король · c7 чорний пішак · f7 чорний пішак · g7 чорний слон · h7 чорний пішак · c6 чорний пішак · d6 чорний пішак · e6 чорний ферзь · g6 чорний пішак · c4 чорний кінь · e4 білий пішак · c3 білий кінь · f3 білий пішак · a2 білий пішак · b2 білий пішак · c2 білий пішак · d2 білий слон · e2 білий ферзь · g2 білий пішак · h2 білий пішак · b1 біла тура · f1 біла тура · g1 білий король | c8 чорна тура · e8 чорна тура · g8 чорний король · c7 чорний пішак · f7 чорний пішак · g7 чорний слон · h7 чорний пішак · c6 чорний пішак · d6 чорний пішак · e6 чорний ферзь · g6 чорний пішак · c4 чорний кінь · e4 білий пішак · c3 білий кінь · f3 білий пішак · a2 білий пішак · b2 білий пішак · c2 білий пішак · d2 білий слон · e2 білий ферзь · g2 білий пішак · h2 білий пішак · b1 біла тура · f1 біла тура · g1 білий король | c8 чорна тура · e8 чорна тура · g8 чорний король · c7 чорний пішак · f7 чорний пішак · g7 чорний слон · h7 чорний пішак · c6 чорний пішак · d6 чорний пішак · e6 чорний ферзь · g6 чорний пішак · c4 чорний кінь · e4 білий пішак · c3 білий кінь · f3 білий пішак · a2 білий пішак · b2 білий пішак · c2 білий пішак · d2 білий слон · e2 білий ферзь · g2 білий пішак · h2 білий пішак · b1 біла тура · f1 біла тура · g1 білий король | c8 чорна тура · e8 чорна тура · g8 чорний король · c7 чорний пішак · f7 чорний пішак · g7 чорний слон · h7 чорний пішак · c6 чорний пішак · d6 чорний пішак · e6 чорний ферзь · g6 чорний пішак · c4 чорний кінь · e4 білий пішак · c3 білий кінь · f3 білий пішак · a2 білий пішак · b2 білий пішак · c2 білий пішак · d2 білий слон · e2 білий ферзь · g2 білий пішак · h2 білий пішак · b1 біла тура · f1 біла тура · g1 білий король | c8 чорна тура · e8 чорна тура · g8 чорний король · c7 чорний пішак · f7 чорний пішак · g7 чорний слон · h7 чорний пішак · c6 чорний пішак · d6 чорний пішак · e6 чорний ферзь · g6 чорний пішак · c4 чорний кінь · e4 білий пішак · c3 білий кінь · f3 білий пішак · a2 білий пішак · b2 білий пішак · c2 білий пішак · d2 білий слон · e2 білий ферзь · g2 білий пішак · h2 білий пішак · b1 біла тура · f1 біла тура · g1 білий король | c8 чорна тура · e8 чорна тура · g8 чорний король · c7 чорний пішак · f7 чорний пішак · g7 чорний слон · h7 чорний пішак · c6 чорний пішак · d6 чорний пішак · e6 чорний ферзь · g6 чорний пішак · c4 чорний кінь · e4 білий пішак · c3 білий кінь · f3 білий пішак · a2 білий пішак · b2 білий пішак · c2 білий пішак · d2 білий слон · e2 білий ферзь · g2 білий пішак · h2 білий пішак · b1 біла тура · f1 біла тура · g1 білий король | c8 чорна тура · e8 чорна тура · g8 чорний король · c7 чорний пішак · f7 чорний пішак · g7 чорний слон · h7 чорний пішак · c6 чорний пішак · d6 чорний пішак · e6 чорний ферзь · g6 чорний пішак · c4 чорний кінь · e4 білий пішак · c3 білий кінь · f3 білий пішак · a2 білий пішак · b2 білий пішак · c2 білий пішак · d2 білий слон · e2 білий ферзь · g2 білий пішак · h2 білий пішак · b1 біла тура · f1 біла тура · g1 білий король | 3 |
| 2 | c8 чорна тура · e8 чорна тура · g8 чорний король · c7 чорний пішак · f7 чорний пішак · g7 чорний слон · h7 чорний пішак · c6 чорний пішак · d6 чорний пішак · e6 чорний ферзь · g6 чорний пішак · c4 чорний кінь · e4 білий пішак · c3 білий кінь · f3 білий пішак · a2 білий пішак · b2 білий пішак · c2 білий пішак · d2 білий слон · e2 білий ферзь · g2 білий пішак · h2 білий пішак · b1 біла тура · f1 біла тура · g1 білий король | c8 чорна тура · e8 чорна тура · g8 чорний король · c7 чорний пішак · f7 чорний пішак · g7 чорний слон · h7 чорний пішак · c6 чорний пішак · d6 чорний пішак · e6 чорний ферзь · g6 чорний пішак · c4 чорний кінь · e4 білий пішак · c3 білий кінь · f3 білий пішак · a2 білий пішак · b2 білий пішак · c2 білий пішак · d2 білий слон · e2 білий ферзь · g2 білий пішак · h2 білий пішак · b1 біла тура · f1 біла тура · g1 білий король | c8 чорна тура · e8 чорна тура · g8 чорний король · c7 чорний пішак · f7 чорний пішак · g7 чорний слон · h7 чорний пішак · c6 чорний пішак · d6 чорний пішак · e6 чорний ферзь · g6 чорний пішак · c4 чорний кінь · e4 білий пішак · c3 білий кінь · f3 білий пішак · a2 білий пішак · b2 білий пішак · c2 білий пішак · d2 білий слон · e2 білий ферзь · g2 білий пішак · h2 білий пішак · b1 біла тура · f1 біла тура · g1 білий король | c8 чорна тура · e8 чорна тура · g8 чорний король · c7 чорний пішак · f7 чорний пішак · g7 чорний слон · h7 чорний пішак · c6 чорний пішак · d6 чорний пішак · e6 чорний ферзь · g6 чорний пішак · c4 чорний кінь · e4 білий пішак · c3 білий кінь · f3 білий пішак · a2 білий пішак · b2 білий пішак · c2 білий пішак · d2 білий слон · e2 білий ферзь · g2 білий пішак · h2 білий пішак · b1 біла тура · f1 біла тура · g1 білий король | c8 чорна тура · e8 чорна тура · g8 чорний король · c7 чорний пішак · f7 чорний пішак · g7 чорний слон · h7 чорний пішак · c6 чорний пішак · d6 чорний пішак · e6 чорний ферзь · g6 чорний пішак · c4 чорний кінь · e4 білий пішак · c3 білий кінь · f3 білий пішак · a2 білий пішак · b2 білий пішак · c2 білий пішак · d2 білий слон · e2 білий ферзь · g2 білий пішак · h2 білий пішак · b1 біла тура · f1 біла тура · g1 білий король | c8 чорна тура · e8 чорна тура · g8 чорний король · c7 чорний пішак · f7 чорний пішак · g7 чорний слон · h7 чорний пішак · c6 чорний пішак · d6 чорний пішак · e6 чорний ферзь · g6 чорний пішак · c4 чорний кінь · e4 білий пішак · c3 білий кінь · f3 білий пішак · a2 білий пішак · b2 білий пішак · c2 білий пішак · d2 білий слон · e2 білий ферзь · g2 білий пішак · h2 білий пішак · b1 біла тура · f1 біла тура · g1 білий король | c8 чорна тура · e8 чорна тура · g8 чорний король · c7 чорний пішак · f7 чорний пішак · g7 чорний слон · h7 чорний пішак · c6 чорний пішак · d6 чорний пішак · e6 чорний ферзь · g6 чорний пішак · c4 чорний кінь · e4 білий пішак · c3 білий кінь · f3 білий пішак · a2 білий пішак · b2 білий пішак · c2 білий пішак · d2 білий слон · e2 білий ферзь · g2 білий пішак · h2 білий пішак · b1 біла тура · f1 біла тура · g1 білий король | c8 чорна тура · e8 чорна тура · g8 чорний король · c7 чорний пішак · f7 чорний пішак · g7 чорний слон · h7 чорний пішак · c6 чорний пішак · d6 чорний пішак · e6 чорний ферзь · g6 чорний пішак · c4 чорний кінь · e4 білий пішак · c3 білий кінь · f3 білий пішак · a2 білий пішак · b2 білий пішак · c2 білий пішак · d2 білий слон · e2 білий ферзь · g2 білий пішак · h2 білий пішак · b1 біла тура · f1 біла тура · g1 білий король | 2 |
| 1 | c8 чорна тура · e8 чорна тура · g8 чорний король · c7 чорний пішак · f7 чорний пішак · g7 чорний слон · h7 чорний пішак · c6 чорний пішак · d6 чорний пішак · e6 чорний ферзь · g6 чорний пішак · c4 чорний кінь · e4 білий пішак · c3 білий кінь · f3 білий пішак · a2 білий пішак · b2 білий пішак · c2 білий пішак · d2 білий слон · e2 білий ферзь · g2 білий пішак · h2 білий пішак · b1 біла тура · f1 біла тура · g1 білий король | c8 чорна тура · e8 чорна тура · g8 чорний король · c7 чорний пішак · f7 чорний пішак · g7 чорний слон · h7 чорний пішак · c6 чорний пішак · d6 чорний пішак · e6 чорний ферзь · g6 чорний пішак · c4 чорний кінь · e4 білий пішак · c3 білий кінь · f3 білий пішак · a2 білий пішак · b2 білий пішак · c2 білий пішак · d2 білий слон · e2 білий ферзь · g2 білий пішак · h2 білий пішак · b1 біла тура · f1 біла тура · g1 білий король | c8 чорна тура · e8 чорна тура · g8 чорний король · c7 чорний пішак · f7 чорний пішак · g7 чорний слон · h7 чорний пішак · c6 чорний пішак · d6 чорний пішак · e6 чорний ферзь · g6 чорний пішак · c4 чорний кінь · e4 білий пішак · c3 білий кінь · f3 білий пішак · a2 білий пішак · b2 білий пішак · c2 білий пішак · d2 білий слон · e2 білий ферзь · g2 білий пішак · h2 білий пішак · b1 біла тура · f1 біла тура · g1 білий король | c8 чорна тура · e8 чорна тура · g8 чорний король · c7 чорний пішак · f7 чорний пішак · g7 чорний слон · h7 чорний пішак · c6 чорний пішак · d6 чорний пішак · e6 чорний ферзь · g6 чорний пішак · c4 чорний кінь · e4 білий пішак · c3 білий кінь · f3 білий пішак · a2 білий пішак · b2 білий пішак · c2 білий пішак · d2 білий слон · e2 білий ферзь · g2 білий пішак · h2 білий пішак · b1 біла тура · f1 біла тура · g1 білий король | c8 чорна тура · e8 чорна тура · g8 чорний король · c7 чорний пішак · f7 чорний пішак · g7 чорний слон · h7 чорний пішак · c6 чорний пішак · d6 чорний пішак · e6 чорний ферзь · g6 чорний пішак · c4 чорний кінь · e4 білий пішак · c3 білий кінь · f3 білий пішак · a2 білий пішак · b2 білий пішак · c2 білий пішак · d2 білий слон · e2 білий ферзь · g2 білий пішак · h2 білий пішак · b1 біла тура · f1 біла тура · g1 білий король | c8 чорна тура · e8 чорна тура · g8 чорний король · c7 чорний пішак · f7 чорний пішак · g7 чорний слон · h7 чорний пішак · c6 чорний пішак · d6 чорний пішак · e6 чорний ферзь · g6 чорний пішак · c4 чорний кінь · e4 білий пішак · c3 білий кінь · f3 білий пішак · a2 білий пішак · b2 білий пішак · c2 білий пішак · d2 білий слон · e2 білий ферзь · g2 білий пішак · h2 білий пішак · b1 біла тура · f1 біла тура · g1 білий король | c8 чорна тура · e8 чорна тура · g8 чорний король · c7 чорний пішак · f7 чорний пішак · g7 чорний слон · h7 чорний пішак · c6 чорний пішак · d6 чорний пішак · e6 чорний ферзь · g6 чорний пішак · c4 чорний кінь · e4 білий пішак · c3 білий кінь · f3 білий пішак · a2 білий пішак · b2 білий пішак · c2 білий пішак · d2 білий слон · e2 білий ферзь · g2 білий пішак · h2 білий пішак · b1 біла тура · f1 біла тура · g1 білий король | c8 чорна тура · e8 чорна тура · g8 чорний король · c7 чорний пішак · f7 чорний пішак · g7 чорний слон · h7 чорний пішак · c6 чорний пішак · d6 чорний пішак · e6 чорний ферзь · g6 чорний пішак · c4 чорний кінь · e4 білий пішак · c3 білий кінь · f3 білий пішак · a2 білий пішак · b2 білий пішак · c2 білий пішак · d2 білий слон · e2 білий ферзь · g2 білий пішак · h2 білий пішак · b1 біла тура · f1 біла тура · g1 білий король | 1 |
|   | a | b | c | d | e | f | g | h |   |

У позиції на діаграмі з партії Німцович — Капабланка  чорні програють пішака. Однак завдяки напіввідкритим лініям на ферзевому фланзі вони мають можливість здійснити флангову атаку. 
19... Ла8 
20. а4 К: d2 
21. Ф: d2 Фс4 
22. Лfd1 Леb8 
23. Фе3 Лb4 
24. Фg5 Cd4+
25. Kph1 Лab8 
26. Л: d4 
вимушене через загрозу 26... C:c3
26... Ф: d4 
27. Лd1 Фс4 
28. h4 Л: b2 
і білі незабаром здалися.

### Списки партій
- Атака в ендшпілі [Архівовано 24 грудня 2014 у Wayback Machine.] (рос.)
- Атака на короля [Архівовано 24 грудня 2014 у Wayback Machine.] (рос.)
- Атака на ферзевому фланзі [Архівовано 24 грудня 2014 у Wayback Machine.] (рос.)
- Атака пішаком h [Архівовано 24 грудня 2014 у Wayback Machine.] (рос.)